# Пірсинг вірності

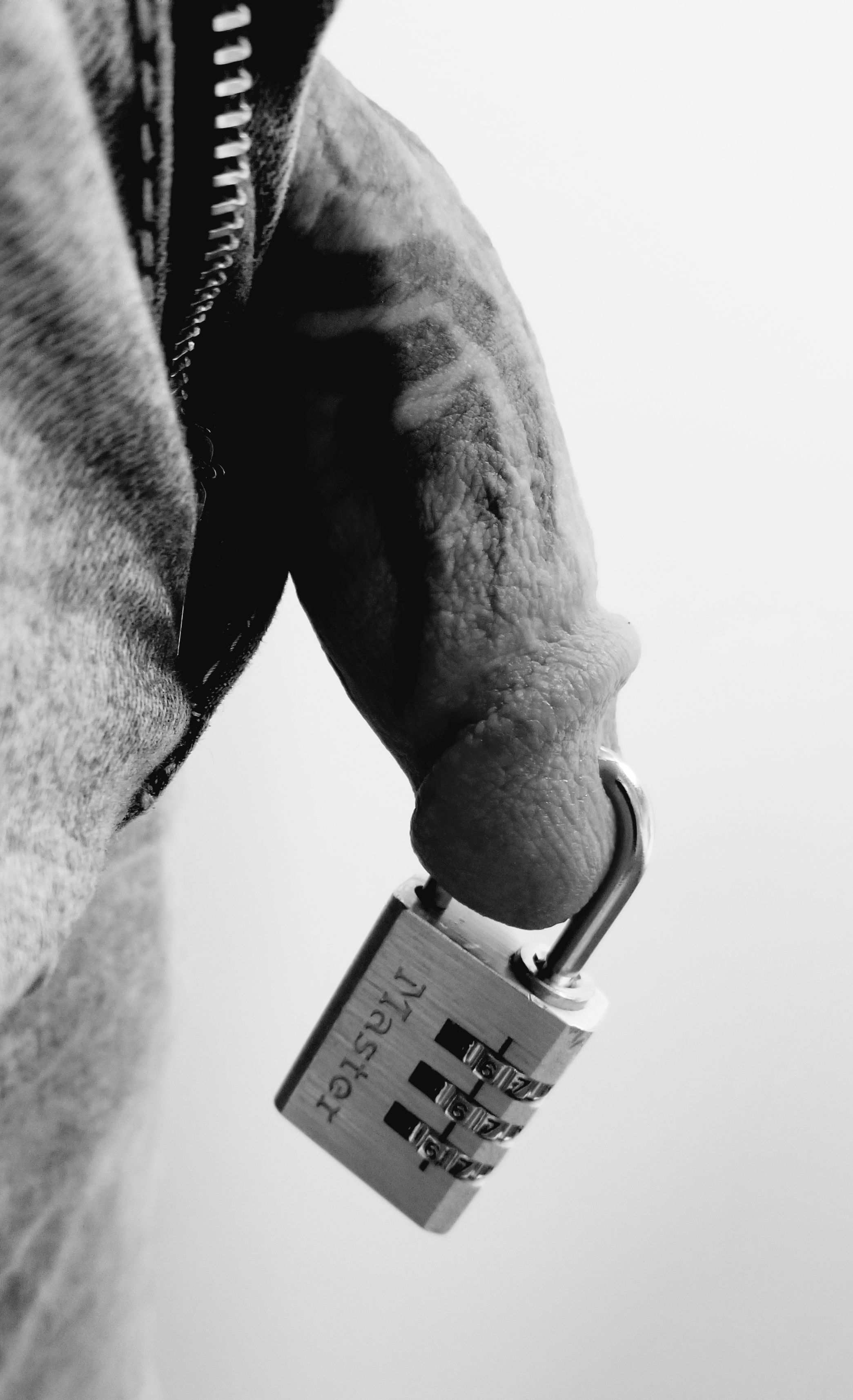
Замок, вставлений через прокол у член

Пірсинг вірності або пірсинг цнотливості — тип пірсингу статевих органів, який може бути використаним для примушення до цнотливості чоловіків і жінок.

## Жінки

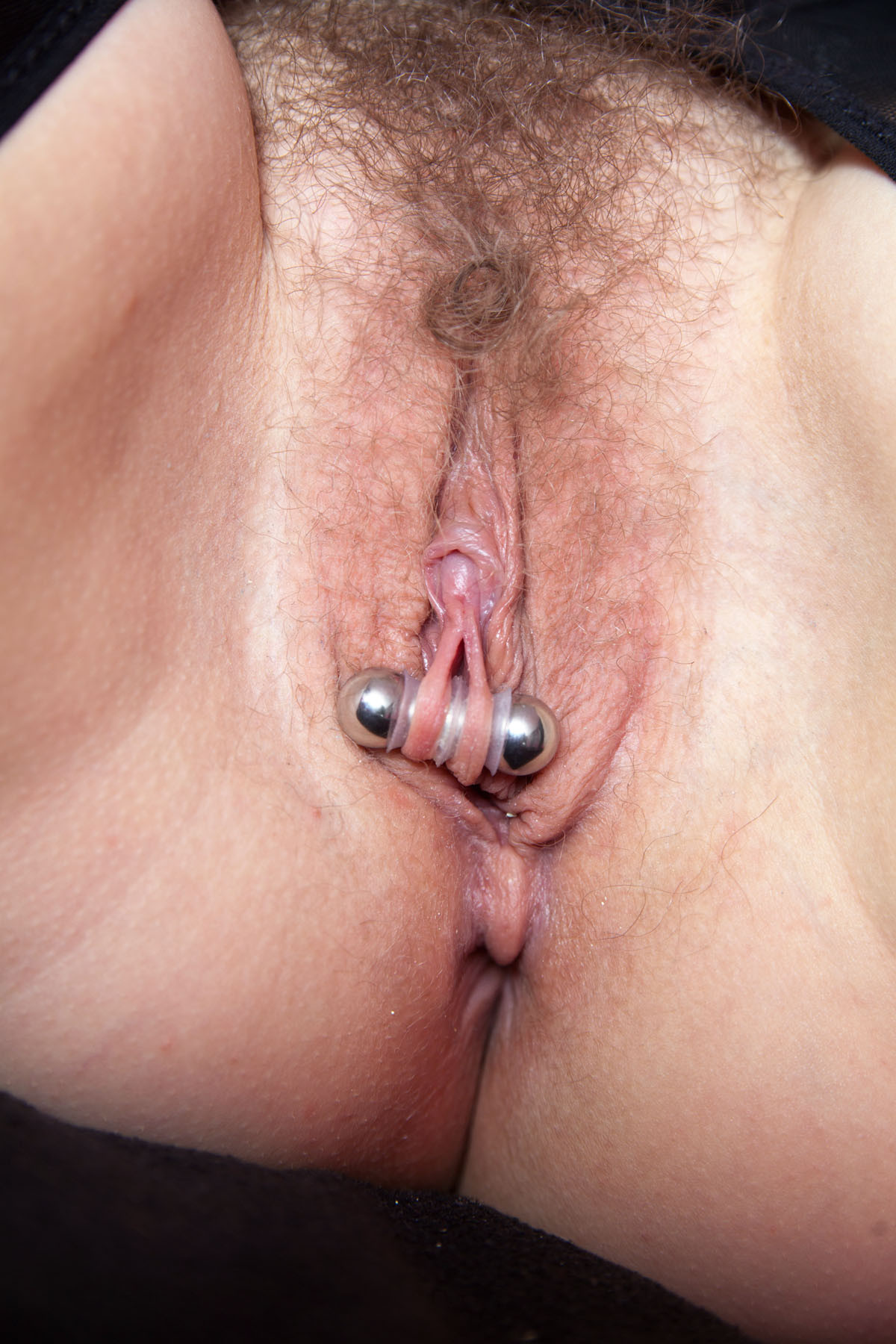
Пірсинг вірності у вигляді прикраси-штанги, що з'єднює малістатеві губи

Кільце або інший пристрій використовується для утримання статевих губ закритими, запобігаючи вагінальному статевому акту носія. Коли метою є відмова від прямої стимуляції клітора, можна закріпити жорсткий щит на ділянці клітора за допомогою пірсингу статевих губ.

## Чоловіки
У чоловіків пірсинг вірності може бути виконим кількома способами. Шляхом інфібуляції (проколюванням крайньої плоті), пірсингу «Принц Альберт» або вуздечки з використанням фіксуючого механізму меншого розміру (запобігаючи статевому акту) або прив’язування пірсингу «Принц Альберт» до пірсингу «Гіш» (таким чином запобігаючи ерекції).  Найчастіше пірсинг може бути використаним в поєднанні з пристроєм для цнотливості, щоб закріпити пеніс у пристрої та запобігти його висмикуванню назад. «Принц Альберт» є найпопулярнішим пірсингом для цієї мети.